# الحجاب (فلم)
الحجاب هو فيلم رعب تم إنتاجه في الولايات المتحدة وصدر في سنة 2016. الفيلم من إخراج فيل جوانوي وكتابة روبرت بن جارانت. من بطولة جيسيكا ألبا وتوماس جين.

## القصة
تدور أحداث القصة بعد مرور أكثر من عشرين عامًا على انضمام أحد الأعضاء لجماعة طائفية دينية مرتبطة بالانتحار، ينجو أحد الأعضاء من تلك الجماعة المتطرفة ويعود للحياة الطبيعية مرة أخرى ليكشف النقاب عن أمور هامة.

## الميزانية والإيرادات
بلغت تكلفة إنتاج الفيلم حوالي 4 ملايين دولار.

## وصلات خارجية
- مقالات تستعمل روابط فنية بلا صلة مع ويكي بيانات